# Amtsgericht Mühldorf am Inn
Das Amtsgericht Mühldorf am Inn ist ein Gericht der ordentlichen Gerichtsbarkeit und eines von 73 Amtsgerichten in Bayern. Es befindet sich in der Innstraße 1 in Mühldorf am Inn.

## Geschichte
Schon seit dem frühen Mittelalter gab es in der salzburgischen Stadt Mühldorf am Inn eine Gerichtsbarkeit, das Pfleggericht. Das nach der Übernahme durch Bayern 1810 in Mühldorf am Inn ansässige bayerische „Landgericht älterer Ordnung“ war bis 1862 eine staatliche Verwaltungseinheit der unteren Ebene, mit Verwaltungsaufgaben ähnlich den heutigen Landkreisen. Zugleich war das Landgericht älterer Ordnung auch Justizorgan der niederen Gerichtsbarkeit und damit die Eingangsinstanz der ordentlichen Gerichtsbarkeit, vergleichbar mit dem heutigen Amtsgericht. Es nahm aber auch Aufgaben der höheren Gerichtsbarkeit wahr (wie heutige Landgerichte) und verrichtete notarielle Tätigkeiten.
Die Funktion der Landgerichte als Verwaltungsbehörde und zugleich Justizorgan wurde als struktureller Fehler der bayerischen Verfassung angesehen, da damit die richterliche Unabhängigkeit berührt war. Der Richter war neben seinem Richteramt durch seine gleichzeitige Funktion als Verwaltungsbeamter weisungsgebunden. Um diesen Mangel zu beheben, wurde am 10. Januar 1861 das Gerichtsverfassungsgesetz erlassen. Dieses Gesetz ermöglichte die Trennung von Justiz und Verwaltung. Die administrativen Verwaltungsaufgaben wurden aus den Landgerichten herausgelöst und auf die neu geschaffenen Bezirksämter übertragen. Die verbleibenden Rechtspflegeeinrichtungen behielten zunächst die Bezeichnung Landgericht. Anlässlich der Einführung des Gerichtsverfassungsgesetzes am 1. Oktober 1879 kam es zur Errichtung des Amtsgerichts Mühldorf am Inn, dessen Sprengel das Bezirksamt Mühldorf am Inn bildete.

## Zuständigkeitsbereich
Der Zuständigkeitsbereich des Amtsgerichts Mühldorf am Inn ist der Landkreis Mühldorf am Inn und in Zwangsversteigerungsverfahren sowie Insolvenzverfahren auch für den Landkreis Altötting. Verhandelt werden Zivil-, Familien- und Strafsachen, Zwangsversteigerungen und Insolvenzverfahren. Beim Amtsgericht Mühldorf am Inn findet sich ferner die Auswärtige Strafvollstreckungskammer des Landgerichts Traunstein.
Folgende Verfahren und Aufgaben werden vom Amtsgericht Traunstein bearbeitet:
- Handelsregister
- Vereinsregister

## Mitarbeiter
Mitarbeiter am Amtsgericht sind neben Richtern auch Rechtspfleger und Beamte des mittleren Justizdienstes sowie Justizarbeitnehmer, Justizwachtmeister und Hausmeister. Des Weiteren sind Gerichtsvollzieher für das Amtsgericht tätig.

## Übergeordnete Gerichte
Dem Amtsgericht Mühldorf am Inn sind das Landgericht Traunstein und das Oberlandesgericht München übergeordnet.